# لاري جي. سميث
لاري جي. سميث (بالإنجليزية: Larry G. Smith)‏ هو سياسي أمريكي، ولد في 11 نوفمبر 1914 بيونيونتاون في الولايات المتحدة، وتوفي في 22 مارس 1992 بكليفلاند في الولايات المتحدة. حزبياً، نشط في الحزب الديمقراطي. وقد انتخب عضو مجلس نواب أوهايو.